# 태백산 천제단
태백산 천제단(太白山 天祭壇)은 대한민국 강원특별자치도 태백시 태백산에 있는 제단이다. 편마암으로 축조된 장방총 석단으로 높이는 2m, 둘레 20m이다. 단의 남쪽에는 제단으로 오르내릴 수 있는 계단이 있다. 1991년 10월 23일 대한민국의 국가민속문화재 제228호로 지정되었다.

## 개요
태백산 정상에 자연석을 쌓아 만든 3기의 제단이다. 태백산은 《삼국사기》를 비롯한 여러 기록에서 신산(神山)으로 섬겨져 제천의식의 장소가 되었음을 밝히고 있는데, 천제단 역시 이런 제를 올리기 위해 만든 제단이다.
천제단은 태백산 정상에 있는 천왕단을 중심으로 북쪽 약 300m 떨어진 곳에 장군단과 남쪽 아래에 있는 이름 없는 제단으로 구성되어 있는데, 이들은 북에서 남으로 일직선상에 배열되어 있다.
천왕단은 2m 남짓한 높이로 자연석을 쌓아 남쪽으로 계단을 조성한 원형제단이다. 그 위에 4각 자연석 제단과 대종교에서 단군을 모신 장소로 성역화하는 과정에서 세운 것으로 알려진 “한배검”이라고 쓴 비석이 있다. 장군단은 남쪽에 계단이 있는 석단으로 내부에 제단이 있으며 그 위에 자연석을 비석처럼 세워 놓았다.
천왕단 남쪽 아래의 숲 속에 위치한 제단은 특별히 지칭하는 이름이 없고 소박한 인상을 풍기는 단아한 제단이다. 제단을 세운 시기는 정확히 알 수 없으나 부족국가시대부터 이곳에서 천제를 지냈다고 전해지는 것을 보면 그 역사가 매우 오래되었음을 알 수 있다. 신라, 고려, 조선을 거쳐 일제강점기까지 이곳에서 천제를 지내고 그 의식이 아직도 이어져 매년 개천절에 하늘에 제사를 지냄으로써 국가의 태평과 안녕, 번영을 기원하는 장소로 이어지고 있으며, 또한 매년 개최되는 강원특별자치도민체전의 성화 채화 장소로 이용되고 있다.

## 천제단
조상들이 하늘에 제사를 지내기 위하여 설치한 제단으로 만들어진 노래나 유래 등에 대해서는 정확히 알 수 없으나, 《삼국사기》를 비롯한 옛 책에 “신라에서는 태백산을 삼산오악 중의 하나인 북악으로 하고 제사를 받들었다”라는 기록이 있는 것으로 미루어 태백산을 예로부터 신령스러운 산으로 섬겨졌음을 알 수 있다. 태백산 정상부에 위치한 천제단은 천왕단을 중심으로 북쪽에 장군단, 남쪽에는 그보다 규모가 작은 하단(下壇)의 3기로 구성되어 있으며, 돌을 쌓아 신역(神域)을 이루고 있다. 이 3기(基)로 이루어진 천제단은 고대 민속 신앙 연구에 귀중한 자료로 평가되고 있다.
홀기(笏記 : 의식에 대한 여러 절차를 적은 글)에 의하면 제의절차는 개의(開儀)·참령(參靈)·전폐(奠幣)·진찬(進餐)·주유(奏由)·주악(奏樂)·원도(願禱)·사령(辭靈)·폐의(閉儀)의 순서로 진행된다. 진설은 천수(天水)·천래(天來)·천과(天果)·천탕(天湯)·천채(天菜)·사지(絲贄)·곡지(穀贄)·화지(貨贄)·천반(天飯)을 올린다.

### 조선 시대의 탄압
유교 국가인 조선 시대가 되면서 제천의례를 준비하는 신사가 부수어지고, 불에 타는 등 수난과 고초를 겪었다. 고려시대에는 국가에서 외산제고사(外山祭告使)를 임명하여 태백산제를 지냈으나, 조선 시대에는 태백산을 국가의 사전(祀典)에 편제하려는 노력이 있었으나 실패하여 세조 이후 지방향리와 민간에서 제의를 주관하였다. 조선 성종대에는 백성들이 태백산에서 제사에 너무 몰두한다는 지적이 있어서 관에서 태백신사를 헐고 태백산제를 폐지하는 조치를 취하였다고 전한다.
무속으로 전락하여 간신히 명맥을 유지하였던 제단은 대일항쟁기를 거치며 돌무더기만 쌓여 있었다. 하지만 조선 후기부터 구국의 성지로 부각되기 시작한 천제단에서는 일제 강점기부터 구국을 위한 의례가 행하여지면서 제의가 천제(天祭)의 형식을 갖추게 된다. 일제강점기를 전후하여 동학을 비롯한 신종교에서 천제 의례를 행하였고 해방 이후에는 대종교 교인들이 제천하였다.

## 천왕단
천왕단(天王檀)은 둘레 27.5m, 높이 24m, 좌우 폭 7.36m, 앞뒤 폭 8.26m의 타원형 계단을 자연석으로 쌓았다. 돌로 만든 단이 아홉 단이라 하여 9단탑이라고도 불린다.
매년 개천절에는 이 곳에서 제사를 받드는데, 중앙에 태극기와 칠성기를 꽂고 주변에는 13천기(天旗)와 28숙기(宿旗)를 세우며 9종류의 제물을 갖춘다. 이 주변의 계곡 일대에는 치성을 드리는 기도처로 사용된 크고 작은 적석탑과 석단(石檀)들이 있으며, 함부로 짐승을 잡거나 나무를 꺾는 일을 금하고 있다.

## 같이 보기
- 개천절
- 삼성사
- 대종교
- 고려의 종교#무속신앙
- 조선#고조선을 근거로한 국호

## 참고 문헌
- 태백산 천제단 - 국가유산청 국가유산포털
- 현지 안내판